# Citalforra
Citalforra ou Assaída Alhorra (em árabe: السَّيِّدَةُ الحُرَّة; romaniz.: al-Saida al-Hurra; Xexuão, 1495 - depois de 1542, Xexuão), nascida Aixa (em árabe: عَائِشَة) ou Fátima (em árabe: فَاطِمَة), foi alcaidessa de Tetuão, mulher de Almendarim, e depois, do rei de Fez Amade Uatassi.
Citalforra era filha do alcaide de Xexuão, Cide alé Barraxe, e de sua esposa castelhana Catalina Fernández, chamada Lalla Zahra depois da sua conversão ao islão.
Tal como seu irmão Mulei Abraém, Citalforra, que era dotada de uma grande inteligência,  teve uma educação primorosa: falando a língua espanhola por sua mãe, ela recebeu a sua formação por um dos maiores estudiosos do seu tempo em Xexuão, cidade-estado, centro da resistência contra os Portugueses, que então ocupavam as cidades vizinhas de Ceuta, Tânger, Arzila, Alcácer-Ceguer.

## Casamento com Almendarim
Em 1510 casou-se com o alcaide de Tetuão, Maomé Almandri, amigo de seu pai, que como este último era um dos principais inimigos dos cristãos instalados em Marrocos.
Instalou-se então nesta cidade, que Alboácem ibne Ali Almandri, o avô (ou tio) de seu marido, Granadino, tinha restaurado, ou por melhor dizer refundado, à moda Granadina, com grande sofisticação.
Certos autores pensam que Citalforra teve grande papel quando reinou seu marido, sobre a sua política, mas foi sem dúvida à morte deste último (1537) que aí reinou sem partilha .

## Alcaidessa de Tetuão
Com a ajuda do seu exército e do seu arsenal, dirigiu o tráfego naval, e as empresas corsárias no Mediterrânea occidental, depois de ter concluído acordos com o famoso almirante corsário com sede em Argel, Barba-Ruiva, que por sua vez controlava a parte oriental.
Foi assim que os corsários de Citalforra causavam danos aos navios da cidade Portuguesa de Ceuta e às frotas Ibéricas  passando pelo Estreito de Gibraltar.

## Casamento com o rei de Fez
Para certos autores, foi o sucesso das suas actividades que levou o sultão Amade Uatassi a pedir a mão dela em 1541. Um casamento político, cuja cerimônia teve lugar, contrariamente a todos os costumes, em Tetuão e não na capital real, Fez. Depois do casamento, Citalforra continuou a viver em Tetuão, que continuou a dirigir até 1542, encarregada por seu marido das relações com os portugueses.

## Afastamento
Nesse ano de 1542, teve que se retirar, afastada segundos alguns autores, por um membro da aristocracia granadina, Maomé Haçane Almandri, em consequência de disputas com o governador Português da Ceuta, Afonso de Noronha. Segundo outras fontes, foi um seu meio-irmão, aliado aos portugueses, que a afastou do poder por não concordar com sua política do corso contra os cristãos.
Acabou seus dias na sua terra natal de Xexuão, foi enterrado na zauia Raissunia, onde seu túmulo era particularmente visitado pelas mulheres. Segundo outras fontes, o seu neto, revoltado contra a sua tribo dos Banu Raxide, que estimava serem responsáveis do seu afastamente, decidiu de a enterrar fora de Xexuão, em Lakssar El Kebir.